# مونتاگو، نیوجرسی
مونتاگو (به انگلیسی: Montague Township) شهری در ایالت نیوجرسی کشور ایالات متحده آمریکا است که جمعیت آن در سرشماری سال ۲۰۱۰ میلادی، ۳٬۸۴۷ نفر بوده‌است.